# 메인주
메인주(영어: State of Maine)는 미국 북동부 뉴잉글랜드의 가장 북쪽에 있는 주이다. 남쪽과 동쪽은 대서양에 닿아 있으며, 북동쪽은 캐나다의 뉴브런즈윅주, 북서쪽은 퀘벡주와 국경을 접한다. 서쪽으로는 뉴햄프셔주와 접한다.
부통령 해니벌 햄린의 정치적 고향이다. 한때 메인 주의 선거인단은 10명이었으나 현재는 4명 (승자독식 2명+의회 선거구 2명)으로 줄어들었다. 주민들의 전반적인 정치적 성향은 민주당에 가깝다. 반면 메인 2구는 점차 공화당에 가까워지고 있다. 미국에서 백인 비율이 가장 높은 주이다. 현 주지사는 2019년에 취임한 자넷 밀스이다.

## 역사

### 초기 역사
유럽인 정착자들이 오기 전에 지금의 메인에는 수천명의 인디언들이 살았다. 그들은 알곤킨 어족의 아베나키 족과 에체민 족들에 속하였다. 아베나키 족은 페놉스콧 강 서부에, 에체민 족은 강의 동부에 살았다. 인디언들은 마을들이 있었으나 식량을 찾으러 가끔 옮겨다녔다. 그들의 적인 이로쿼이 어족이 자주 그들의 마을들을 급습하였다.

### 탐험과 정착지들
프랑스는 북아메리카에 많은 탐험가들을 보냈다. 이 탐험가들은 1524년에 도착한 지오반니 다 베라자노와 1604년 메인에 도달한 사뮈엘 드 샹플랭과 피에르 뒤 가 드 몽스를 포함한다. 샹플랭은 메인의 해안을 따라 놓인 큰 섬인 마운트디저트를 탐험하여 이름을 지었다.
1605년 2명의 부유한 잉글랜드인 페르디난도 고르헤스 경과 재판장 존 포프햄 경은 메인의 해안을 탐험하기 위해 조지 웨이머스를 보냈다. 지역에 관한 웨이머스의 호의를 보이는 보고는 고르헤스와 포프햄이 메인에 정착지를 시도하도록 이끌었다. 1607년 그들은 케너벡 강의 입구 근처에 포프햄 식민지를 설립한 식민지 주민들의 단체를 융자하였다. 추운 겨울, 인디언들의 불안과 포프햄 경의 조카이자 단체의 지도자 조지 포프햄의 사망은 정착자들을 1608년 잉글랜드로 돌아가도록 강요하였다. 메인에 있는 동안에 정착자들은 "버지니아"라 불리는 보트를 지었다. 그것은 아메리카에서 잉글랜드의 식민지 주민들이 지은 첫 보트였다.
잉글랜드인들은 1620년대 초반 동안에 메인에서 많은 영구적 정착지들을 만들었다. 아마 첫 정착지는 1623년 오늘날 사코 근체에 만들어진 정착지였을 것이다.

### 소유권 논쟁

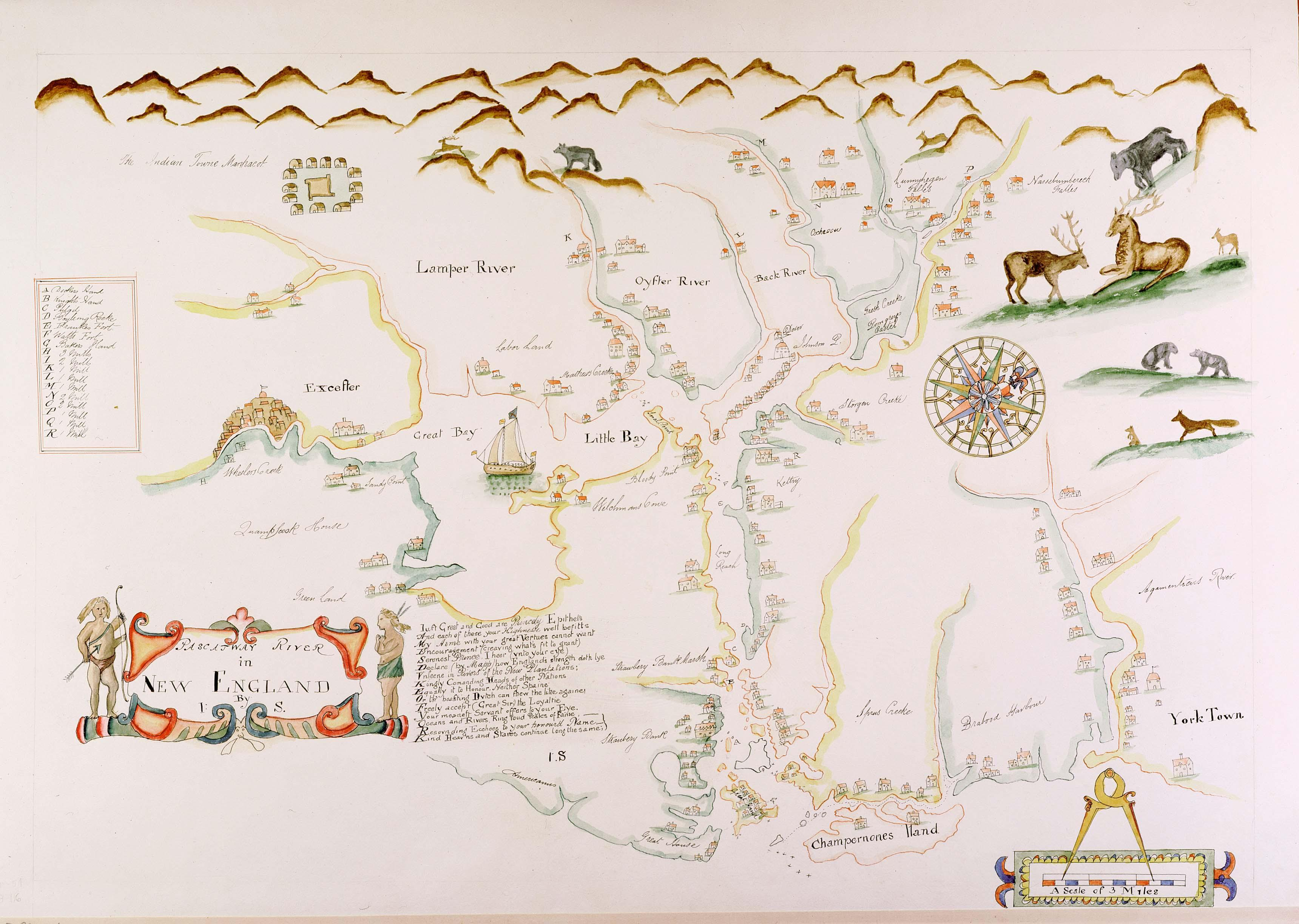
1670년 경의 메인 지도

소유권 논쟁들은 1600년대 동안에 메인을 둘러싸면서 보였다. 1622년 뉴잉글랜드 회의는 고르헤스와 존 메이슨에게 오늘날 메인과 뉴햄프셔에 있는 대지의 큰 넓이를 주었다. 1629년 대지는 두 남자 사이에 나뉘었고 고르헤스는 메인의 부분을 받았다. 1636년 메인의 첫 정부를 설립한 그는 1641년 고지너(오늘날의 요크)의 공동체를 도시로 만들었다. 그 도시는 지금의 미국에서 처음으로 공인된 잉글랜드의 도시였다.
1637년 고르헤스 경이 사망한 후 키터리, 웰스와 요크의 주민들은 해 정부 아래에 연합하였다. 1652년과 1658년 사이에 그들과 캐스코 베이, 케너벙크, 사코와 스카보로의 주민들은 메인을 매사추세츠 베이 식민지의 일부로 만들기로 동의하였다. 1660년 고르헤스의 상속인들은 메인의 매사추세츠 소유권에 논쟁하여 자신들을 위하여 메인을 청구하였다. 1664년 잉글랜드 위원회는 고르헤스 가족에게 메인을 반환하도록 명령을 내렸다. 1677년 메인이 고르헤스 가족으로부터 가져와질 때 매사추세츠는 결국 메인으로 명확한 소유권을 얻었다.

### 인디언 전쟁
1675년부터 1763년까지 인디언 전쟁들이 메인과 뉴잉글랜드의 나머지에서 일어났다. 1675년 어떤 식민지 주민들과 웜퍼노그 인디언들 사이에 플리머스 카운티에서 싸움이 벌어져 뉴잉글랜드의 다른 부분들에서 빠르게 돌발하였다. 분쟁은 식민지 주민들이 "필립 왕"이라 불린 웜퍼노그 인디언의 지도자 메터콤의 이름을 따서 "필립 왕의 전쟁"으로 불렸다. 싸움은 1676년 남부 뉴잉글랜드에서 끝났으나 1778년까지 북부 뉴잉글랜드에서 지속되었다.
프렌치 인디언 전쟁이라 불리는 분쟁들의 시리즈가 1689년에 시작되어 1763년에 끝났다. 프랑스군과 그들의 인디언 동맹들은 영국의 식민지 주민들로부터 지역의 통치를 얻으려고 전투를 벌였다. 메인의 윌리엄 페퍼렐은 1745년 노바스코샤 루이스버그의 프랑스 요새의 점령을 이끌었다. 포획은 분쟁의 주요 사건들 중 하나였다. 프렌체 인디언 전쟁은 북아메리카에서 프랑스의 영토 대부분을 영국에게 준 1763년 파리 조약과 함께 끝났다.

### 미국 독립 전쟁
1760년대 동안에 영국은 메인과 아메리카 식민지의 나머지에서 불안을 일으킨 법률들의 시리즈를 통과하였다. 법률의 대부분은 엄격한 세금을 부과하거나 식민지 무역을 제한시켰다. 1774년 메인 애국자들의 단체가 요크에서 저장된 영국의 차의 공급물을 불태웠다.
미국 독립 전쟁은 매사추세츠의 렉싱턴과 콩코드에서 시작되었다. 메인 애국자들의 수백명이 독립을 위하여 싸우기 위해 가입하였다. 전쟁은 메인의 타운들에 거대한 어려움을 가져왔다. 1775년 베네딕트 아널드와 그의 군대는 오거스타에서 퀘벡으로 긴 행렬을 이루었다. 그들은 영국군으로부터 퀘벡을 포획하도록 노력하였으나 뒤로 밀려났다. 영국군은 1779년 카스틴을 점령하였다. 식민지군과 군함들은 타운을 재포획하려 했으나 대패하였다.
전쟁이 끝난 후 메인의 인구는 크게 증가하였다. 매사추세츠는 메인에서 대지의 선물들과 함께 그 군인들을 보상하고 메인의 대지를 다른 주민들에게 팔았다.
1800년대 초반에 메인의 경제는 그 소나무 숲들에 의지하였다. 숲들에서 온 나무는 배와 많은 다른 생산품들을 만드는 데 쓰였다. 다른 나라들과 미국의 무역을 제한한 1807년의 통상 금지령은 메인의 번성하는 해운업에 타격을 주었다. 그러나 해운업에서 태업은 메인을 그 제조업들을 발달시키면서 새로운 소득을 찾도록 강요하였다.

### 주 지위

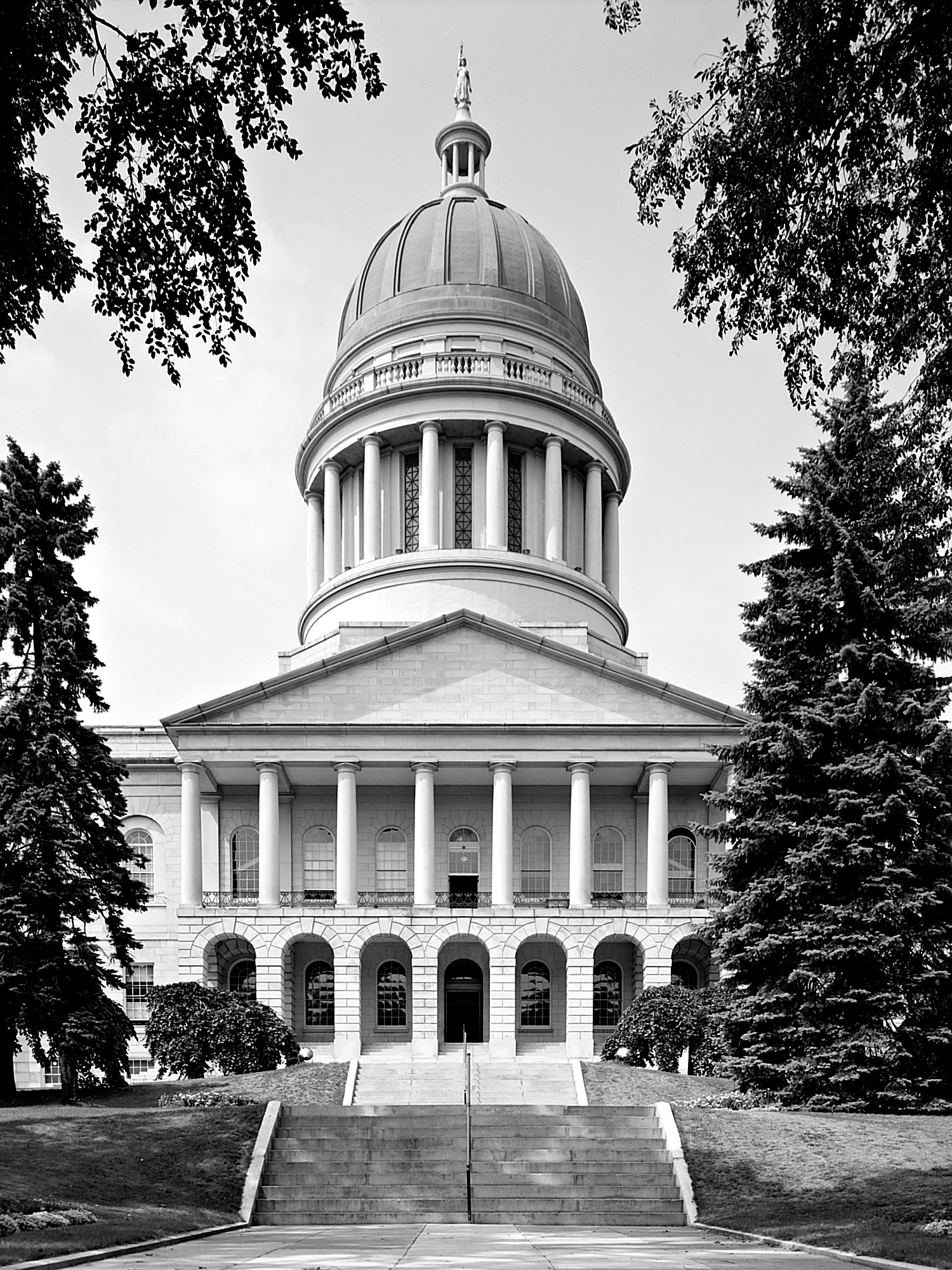
메인주 의사당

메인은 매사추세츠주의 월경지로 1780년 출장소와 비슷한 메인 지구(District of Maine)가 설치되었다.
1785년 메인을 매사추세츠로부터 분리와 메인의 합중국 주로의 가입을 위한 운동이 시작되었다. 많은 메인의 주민들은 무거운 과세, 질이 나쁜 길들, 보스턴으로 향하는 긴 거리와 다른 상태들에 항의하였다. 그러나 미영 전쟁이 일어나기 전에 투표자들의 대다수가 메인을 매사추세츠의 일부로 남아있기를 원하였다. 분리 운동은 전쟁이 끝난 후에 더욱 강하게 자라났다. 분리에 호의를 가진 많은 이들은 입법부에 선거를 이겼다. 그들은 많은 투표자들을 자기들의 편으로 지휘하였다. 주민들은 1819년 분리를 위하여 투표하였고, 메인은 1820년 3월 15일 합중국에 들어갔다. 윌리엄 킹이 초대 주지사가 되었고, 포틀랜드가 첫 주도가 되었다. 1832년 오거스타가 주도가 되었다.
메인의 합중국 가입은 미주리 타협에 관련되었다. 타협은 메인 주를 자유주로서, 미주리주를 노예주로서 합중국에 들어가는 요구를 하였다. 이 타협은 노예주와 자유주의 수를 동등하게 지켰다.
1783년 이래 메인과 캐나다 뉴브런즈윅주 사이의 경계에 대한 논쟁이 일어났다. 논쟁은 1839년 이른바 애루스툭 전쟁으로 이어졌다. 미국 정부는 윈필드 스콧 장군을 메인 주로 보냈고 그는 캐나다 공무원들과 함께 일시적 동의서에 도달하였다. 싸움이 일어나지 않았고 경계는 결국 1842년 웹스터-애쉬버튼 조약으로 세워졌다.
1846년 메인 주는 알콜 음료의 제조와 판매를 금지한 법률을 통과한 첫 주가 되었다. 그러나 법률은 효과적인 집행을 위하여 공급하지 않았다. 1851년 주는 알콜 음료의 생산과 판매를 금지한 새 법률을 통과시켰다. 이 법률은 1934년까지 집행에 남아있었다.
반노예주의가 1830년대 초반 동안에 메인 주에서 강하게 자라났다. 주의 침례교인들과 조합 교회인들이 특히 노예 제도에 강하게 반대하였다. 남북 전쟁이 일어나는 동안에 대략 72,000명의 메인 남성들이 북군에 종군하였다. 전 미국 상원이자 메인 주지사 해니벌 햄린이 에이브러햄 링컨 대통령 아래에서 부통령을 지냈다.

### 산업의 발전

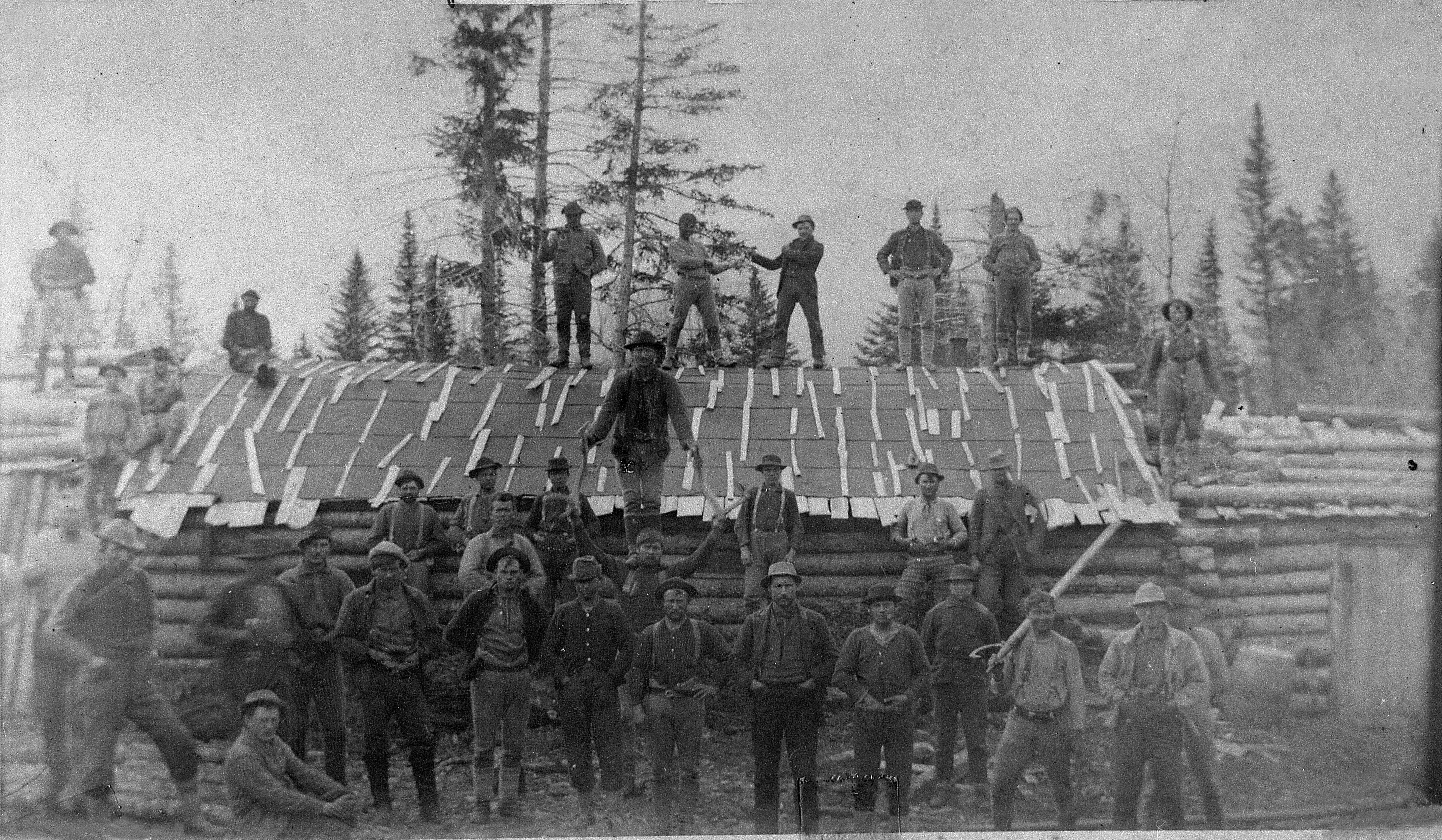
애루스툭 카운티의 벌목공들 (1900)

남북 전쟁이 끝난 후 산업의 발전이 거대하게 증가하였다. 섬유와 가죽 산업들이 기록적 비율들에서 자라난 그 산업들 중에 있었다. 산업이 번창하면서 농사와 시골 인구는 줄어들었다. 1890년대 동안에 메인 주는 그 강들에 수력 발전을 발달시키기 시작하였다. 비즈니스들은 최고의 동력 지대들을 위하여 경쟁하였고 주의 입법부는 주의 동력 이득들을 보호하기 위해 실행하였다. 1909년 입법부는 메인 주에 동력을 간직하고 새로운 산업들을 끌어들이기 위해 주의 외부에 수력 발전의 판매를 법률의 밖에 두었다. 법률은 1955년까지 집행에 남아있었다.

### 1900년대 초반
주는 1911년 직접 초기 투표 법률을 채택하였다. 이 법률은 주의 선거들을 위한 후보들을 선택하도록 메인 주의 투표자들에게 발언권을 주었다.
1920년대 동안에 주의 작은 농장들의 수가 지속적으로 줄어들었다. 특히 애루스툭 카운티에서 많은 큰 농장들이 시작되었다. 이 농장들은 감자 재배와 낙농과 가금 산품들에 전문적이었다. 1920년대 동안에 산업의 번창도 또한 지속되었다. 하지만, 어떤 메인 주의 제재소들은 남부에 낮은 비용 때문에 거기로 옮겨갔다. 주는 거대하게 확장된 종이와 펄프 산업과 함께 섬유 산업의 손해를 입혔다. 1930년대의 대공황은 메인 주의 경제를 느리게 하였다. 그러나 1930년대 후반에 대공황이 진정되면서 상태들이 향상되었다.

### 1900년대 중반
메인주 공화당원 마거릿 체이스 스미스가 1940년대에 명성을 얻었다. 그녀는 미국 의회의 상원과 하원 양쪽에 선출된 첫 여성이 되었다. 스미스는
1940년부터 1949년까지 하원, 1949년부터 1973년까지 상원을 지냈다.
제2차 세계 대전이 일어나는 동안에 메인 주의 제재소와 공장들은 군사적 신발과 제복을 생산하였다. 배스와 사우스 포틀랜드에 있는 조선소들은 화물선과 군함들을 지었다. 전쟁이 끝난 후 주의 입법부는 산업이 메인 주에 올 용기를 주는 법률들을 통과시켰다. 이 법률들은 새로운 비즈니스들을 위한 감소된 지방세를 포함하였다. 고속도로 시스템이 확장되고 메인 주의 번창하는 관광객들을 숙박시키는 더 많은 모텔들이 지어졌다.
1950년대 동안에 메인 주의 경제는 공군 기지의 건설 덕분이었다. 소규모의 농장일들이 모두 메인 주에서 끝나고 주의 어떤 가장 오래된 제재소들이 폐문하였다. 이 시기에 많은 작은 전기 회사들이 주에서 설립되었다.
1955년에 설립된 주의 경제 개발부와 다양한 공동체 개발 단체들은 1960년대 동안에 메인 주로 새로운 산업들을 가져오는 도움을 주었다. 종이와 펄프 회사들이 확장되고 메인 주의 식품 가공업도 도한 자라났다. 향상된 스키 시설들은 수천명의 겨울 관광객들을 끌어들인다.
1950년대와 1960년대 동안에 민주당이 힘을 얻었다. 1955년, 에드먼드 머스키는 1937년 이래 메인 주의 첫 민주당 주지사가 되었다. 1958년, 그는 메인 주의 투표자들이 상원으로 선출한 처음이자 마지막 민주당원이었다. 1964년, 린든 B. 존슨 대통령은 메인 주의 선거인단들을 이겨 50년 이상에 메인 주가 처음으로 민주당 대통령 후보를 투표한 일이 되었다. 1968년, 머스키는 민주당 부통령 후보였으나, 그와 휴버트 호레이쇼 험프리는 공화당 상대 리처드 M. 닉슨과 스피로 T. 애그뉴에게 패하였다. 머스키는 1980년 지미 카터 대통령 아래에서 국무 장관을 지냈다. 1969년, 메인 입법부는 처음으로 주의 개인적과 협동적 소득세들을 찬성하였다.

### 1900년대 후반
1980년, 미국 정부는 메인 주의 패서마쿼디, 페노브스콧과 맬리시트 인디언들에게 8천 1백 2분의 1 만 달러를 내는 데 동의하였다. 돈은 1700년대 후반과 1800년대 초반 동안에 잘못되고 불법 조약들을 통하여 점령된 인디언의 대지를 위하여 지불되었다.
메인 주는 환경주의자들이 주의 강들과 항구들을 깨끗이 한 노력들로부터 이익을 얻었다. 그들이 후원한 법률들은 종이 회사들과 지방자치제들에 산업적과 다른 폐기물들을 처리하도록 종이 회사들과 지방자치단체들에게 진행들을 향상시키도록 강요하였다. 메인 주의 수로들은 더욱 깨끗해지고 다양한 연안 지대들에서 석유 정제소들을 세우는 시도들은 패하였다. 1900년대 후반의 시작과 2000년대로 지속되면서 알을 낳는 지역들에 도달로부터 물고기들을 보호한 어떤 댐들이 옮겨졌다.
메인 주의 경제적 발전은 1900년대 후반에 고르지 않았다. 펄프와 종이 산업은 시기의 시작에서 재빠르게 확장되었으나 증가된 자동 조작이 후에 많은 직업들을 탈락시켰다. 메인 주의 가치 있는 전나무와 가문비나무의 숲들은 너무나 수확되었고 벌레들 때문에 손해를 보았다. 결과를 가져온 낮아진 생선 잡이와 외국 경쟁이 메인 주의 수산업에 손상을 가져왔다. 외국 경쟁은 또한 신발 제조업에 고용을 감소시키기도 하였다.
경제 문제들은 주로 주의 북부와 중부들에서 일어났다. 남서부의 메인 주민들은 조선업과 전자 산업과 새로운 서비스업들에서 직업들을 찾았다. 연안과 스키 지역들은 1980년대와 1990년대에 확장된 관광업으로부터 이득을 얻었다.
주의 유일한 원자력 발전소 메인 양키가 1997년에 폐문하였다. 1972년, 이후로 운영된 이 발전소는 가동하는 데 너무 비용이 들었고 광대한 수리들을 필요하였다.

### 21세기
2000년, 입법부는 주에서 낮은 처방약의 가격들에 설계된 법안을 통과시켰다. 메인 주는 그런 입법을 채택한 첫 주가 되었다. 제약 산업은 법정에서 법률에 도전하였다. 그러나 2003년, 미국 대법원에 의한 지배는 "메인 Rx"라 불리는 프로그램을 진행하도록 주에 허락하여 발효되었다.
또한 그해에는 입법부가 2009년으로 본 주민들에게 낮은 가격의 보상을 유용하게 만드는 보건 보험 계획을 통과시켰다. 입법부는 주민들이 특실 보험자들을 통하여 의료 보상을 받는 데 도움을 준 특실의 대리업의 창조를 요구하였다.
2009년, 입법부는 동성의 결혼을 적법화한 법안을 통과시켰다.

## 경제

### 서비스업

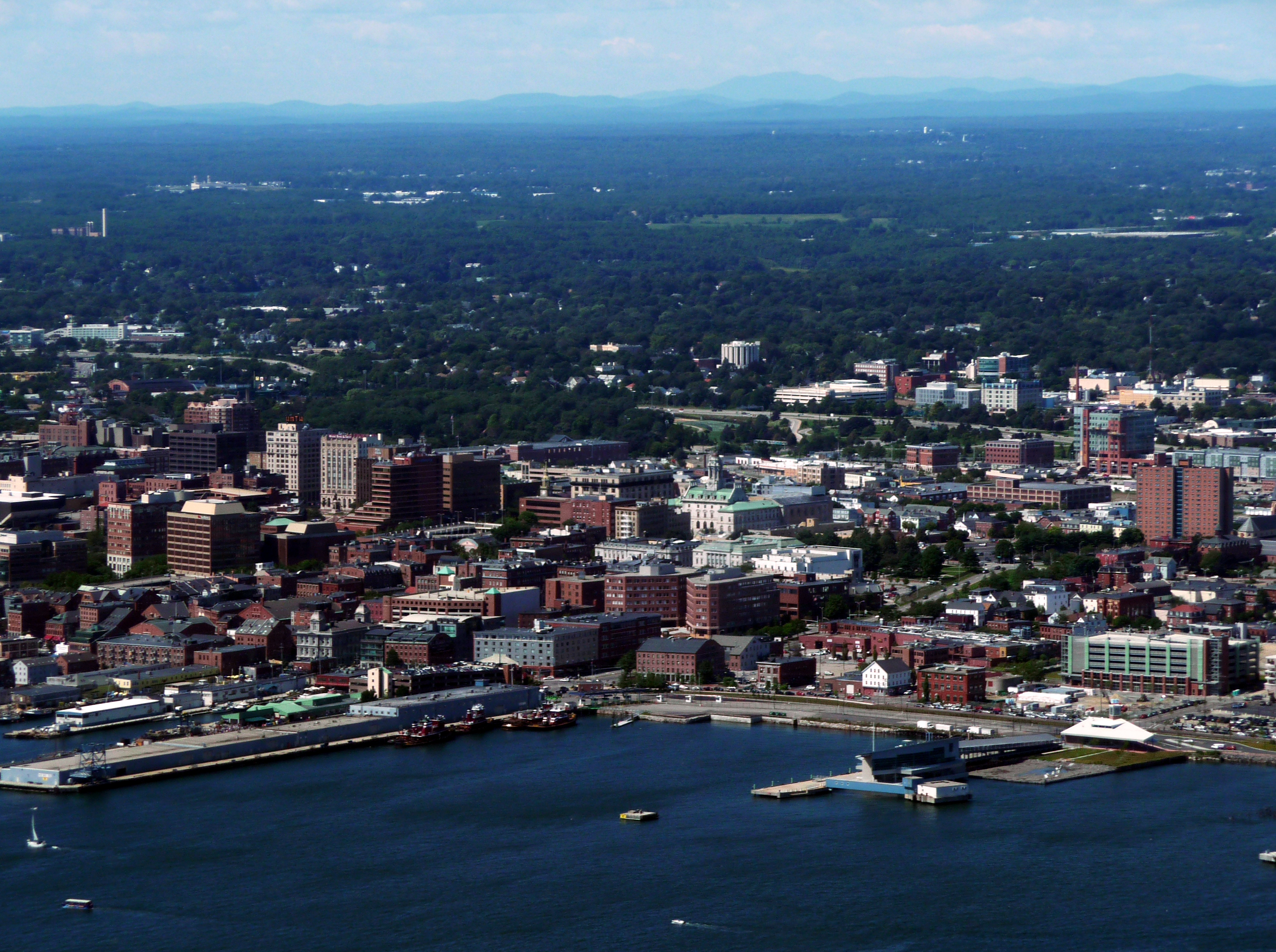
포틀랜드의 올드 포트

서비스업은 메인 주의 고용과 국내 총생산 양쪽에서 대략 5분의 4를 차지한다. 주의 서비스업의 대부분은 메트로폴리탄 지역들에 집중되어 있다.
주도 오거스타는 정부 활동의 중심지이다. 뱅고어와 포틀랜드 지역들은 메인 주의 주요 금융과 보험의 중심지들이다. 주의 보건소 시설, 호텔과 식당들도 또한 뱅고어와 포틀랜드 지역들에 있다.
뱅고어와 포틀랜드 지역들은 메인 주의 도매와 소매상의 주요한 중심지들이다. 뱅고어는 페노브스콧 강에 놓인 중요한 무역과 분배의 중심지이다. 포틀랜드는 대서양 연안에 놓인 주요 무역항들 중 하나이다.

### 제조업

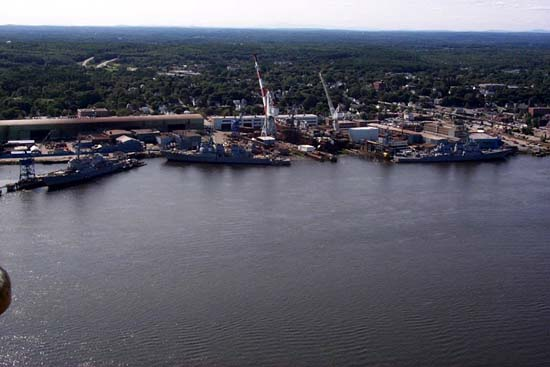
미국의 주요한 조선소 배스 철강 공사

메인 주의 제조업은 거의 농업과 임업 제품들을 가공하는 것이 차지한다. 종이는 물론 종이 백, 판지 상자와 펄프를 포함한 종이 제품들은 메인 주의 주요한 제조품들 중 하나이다. 종이와 펄프 제재소들은 주의 전역을 통하여 운영된다. 가문비나무와 전나무들은 메인 주의 종이와 펄프 산업들에서 이용되는 목재의 대부분을 마련한다.
식품과 목재 제품들도 또한 중요한 제조품들이다. 식품 생산은 거의 주의 남서부 지역에 있다. 제과류와 냉동식품은 주의 주요 식품의 제품이다. 메인 주의 통조림 산업은 구운 콩, 수프와 잡탕 등을 생산한다. 냉동 생선과 냉동 감자 제품들도 소득의 거의를 가져온다. 제재소와 재목 진영들은 주로 메인 주의 남서부와 애루스툭 카운티에서 운영된다. 재목은 목재 제품의 주요한 타입이다. 특산 목재 제품들도 메인 주에서 중요하다. 특산 목재 제품들은 빨래 집개, 가재 올가미, 악기와 화간을 포함한다.
배와 보트의 건설과 수선도 주에서 중요한 제조업 활동들이다. 우주선 비품, 컴퓨터와 전자 제품, 합성 금속과 플라스틱 제품들은 주로 포틀랜드 지역에서 제조된다. 통신 용품과 반도체들은 메인 주에서 제조되는 가장 중요한 컴퓨터와 전자 제품들이다. 신발은 가죽 제품의 가장 중요한 타입이다. L. L. 빈 컴퍼니 어브 프리포트는 그 장화와 다른 실외 의류로 유명하다.

### 농업

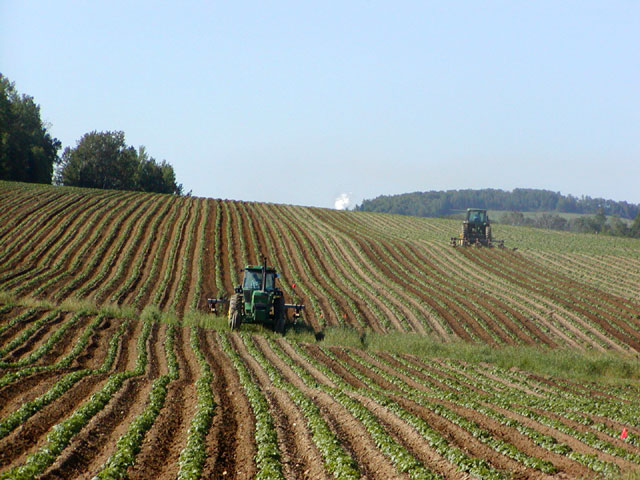
포트페어필드에서 감자의 수확

농장지대는 메인 주의 총 대지 지역의 대략 6 퍼센트를 뒤덮고 있다. 축산물은 메인 주의 농업 소득의 대략 절반을 차지한다. 달걀과 우유가 주요한 축산물이다. 주의 낙농 지대들은 대부분 앤드로스코긴, 케너벡, 페노브스콧, 소머싯과 월도 카운티들에 있다. 메인 주의 농장들에서 기르는 가축들은 육우, 닭, 돼지, 양과 칠면조를 포함한다.
수확물도 또한 메인주 농장 소득의 대략 절반을 차지한다. 감자는 가장 가치 있는 농작물의 하나이다. 메인 주의 감자의 대부분은 애루스툭 카운티에서 왔다. 귀리는 메인 주에서 중요한 곡물이다. 많은 농부들은 흙을 비옥하게 하려고 귀리와 감자를 윤작한다. 메인 주의 농장지대는 거의 가축에게 사료가 되는 수확물을 가꾸는 데 이용된다. 많은 농부들은 옥수수, 건초와 소들에게 먹이는 다른 곡식을 재배한다. 온실과 종묘장 산물, 완두콩, 호박과 다른 채소들도 메인 주에서 자란다.
사과는 메인 주에서 가치 있는 과일이며, 주로 주의 남서부에서 자란다. 메인 주의 다른 과일들은 딸기와 라스베리를 포함한다. 메인 주는 야생 블루베리와 메이플 산품들의 주요한 생산지이다.

### 수산업
메인 주는 생선과 조개의 가치에서 주들 중에 높은 순위에 올라있다. 그 해마다의 가재 잡이가 여러 주들 중 가장 크다. 주의 수산업들은 다랑 조개, 게, 홍합과 섬게의 상당한 양들을 생산한다. 메인 주는 대구 잡이에서 주요한 주들 중에 순서에 올라있다. 생선 잡이는 또한 가자미목, 해덕, 메를루사와 청어의 가치 있는 양들을 포함한다. 연안 근처에 있는 양어장들은 대서양 연어의 가치 있는 양들을 사육한다. 포틀랜드, 로클랜드와 스토닝턴은 메인 주에서 주요 수산업 항구들이다. 연안을 따라 위치한 거의 모든 공동체는 최소한 어선의 작은 함대를 가지고 있다.

### 광업
메인 주의 광업은 시멘트, 깨진 돌과 모래와 자갈의 생산에 기초를 두었다. 포틀랜드 시멘트는 주의 남서부에서 주로 생산된다. 화강암과 석회암은 가장 중요한 깨진 돌의 산물이다. 화강암의 석판은 마운트 디저트 아일랜드의 북서부에서 채굴된다. 모래와 자갈은 주의 전역을 통하여 생산된다.
메인 주의 다른 광물들은 점토, 준보석과 토탄을 포함한다. 벽돌 제조자들은 앤드로스코긴 카운티에서 점토를 채굴한다. 메인 주의 남서부는 자수정, 석류석과 전기석 같은 준보석을 마련한다. 주의 동부에 있는 워싱턴 카운티는 큰 토탄 수렁이 있다.
메인 주의 북부는 구리와 아연의 큰 매장량을 가지고 있다. 광산 회사들은 이 광물들이 채굴하기 어려웠기 때문에 이 매장량들을 개발하는 데 오래 걸렸다.

## 주민
| 인구조사                      | 인구      | Note | %±    |
| ----------------------------- | --------- | ---- | ----- |
| 1790년                        | 96,540    |      | —     |
| 1800년                        | 151,719   |      | 57.2% |
| 1810년                        | 228,705   |      | 50.7% |
| 1820년                        | 298,335   |      | 30.4% |
| 1830년                        | 399,455   |      | 33.9% |
| 1840년                        | 501,793   |      | 25.6% |
| 1850년                        | 583,169   |      | 16.2% |
| 1860년                        | 628,279   |      | 7.7%  |
| 1870년                        | 626,915   |      | −0.2% |
| 1880년                        | 648,936   |      | 3.5%  |
| 1890년                        | 661,086   |      | 1.9%  |
| 1900년                        | 694,466   |      | 5.0%  |
| 1910년                        | 742,371   |      | 6.9%  |
| 1920년                        | 768,014   |      | 3.5%  |
| 1930년                        | 797,423   |      | 3.8%  |
| 1940년                        | 847,226   |      | 6.2%  |
| 1950년                        | 913,774   |      | 7.9%  |
| 1960년                        | 969,265   |      | 6.1%  |
| 1970년                        | 992,048   |      | 2.4%  |
| 1980년                        | 1,124,660 |      | 13.4% |
| 1990년                        | 1,227,928 |      | 9.2%  |
| 2000년                        | 1,274,923 |      | 3.8%  |
| 2010년                        | 1,328,361 |      | 4.2%  |
| 2019 (추산)                   | 1,344,212 |      | 1.2%  |
| 출처: 1910–2010 2018 estimate |           |      |       |

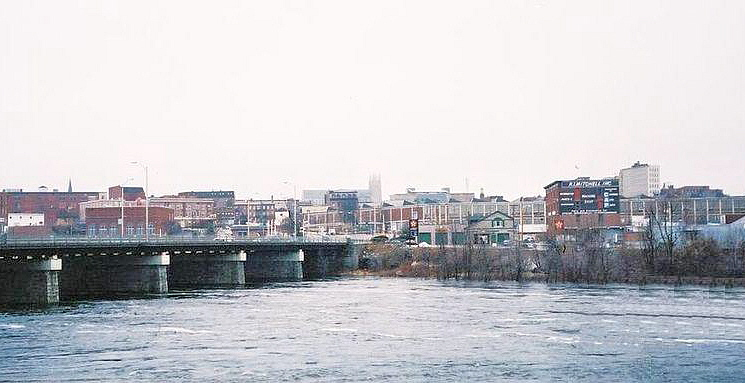
루이스턴의 배경

2000년, 미국 인구 조사국은 메인 주에 1,274,923명의 주민들이 살고 있다고 보고하였다. 1990년의 1,227,928명에서 거의 4 퍼센트나 증가하였다. 2000년, 조사국에 의하면 메인 주는 50개의 주들 중에 인구로 40위에 올랐다.
메인 주민의 대략 40 퍼센트는 2,500명 혹은 그 이상의 인구와 함께 한 지방자치제의 내부 혹은 근처에 있는 도시 지역들에 산다. 주의 가장 큰 도시들은 크기순으로 포틀랜드, 루이스턴, 뱅고어, 사우스 포틀랜드와 오번이다.
3개의 메트로폴리탄 지역들이 메인주 안에 있다. 그 지역들은 뱅고어,루이스턴-오번과 포틀랜드-사우스 포틀랜드-비더포드이다. 주 인구의 55 퍼센트 이상이 이 3개의 지역들에 산다. 메인주 인구의 대략 40 퍼센트는 포틀랜드-사우스 포틀랜드-비더포드 메트로폴리탄 지역에 산다.
메인 주에서 주민의 100명 중에 대략 97명은 미국에서 태어났다. 다른 나라들에서 태어난 이들 중 대략 5분의 2는 캐나다에서 왔다. 메인 주민의 가장 큰 단체는 영국, 프랑스, 아일랜드, 독일 계통과 프랑스계 캐나다인의 후손들이다.

## 사진

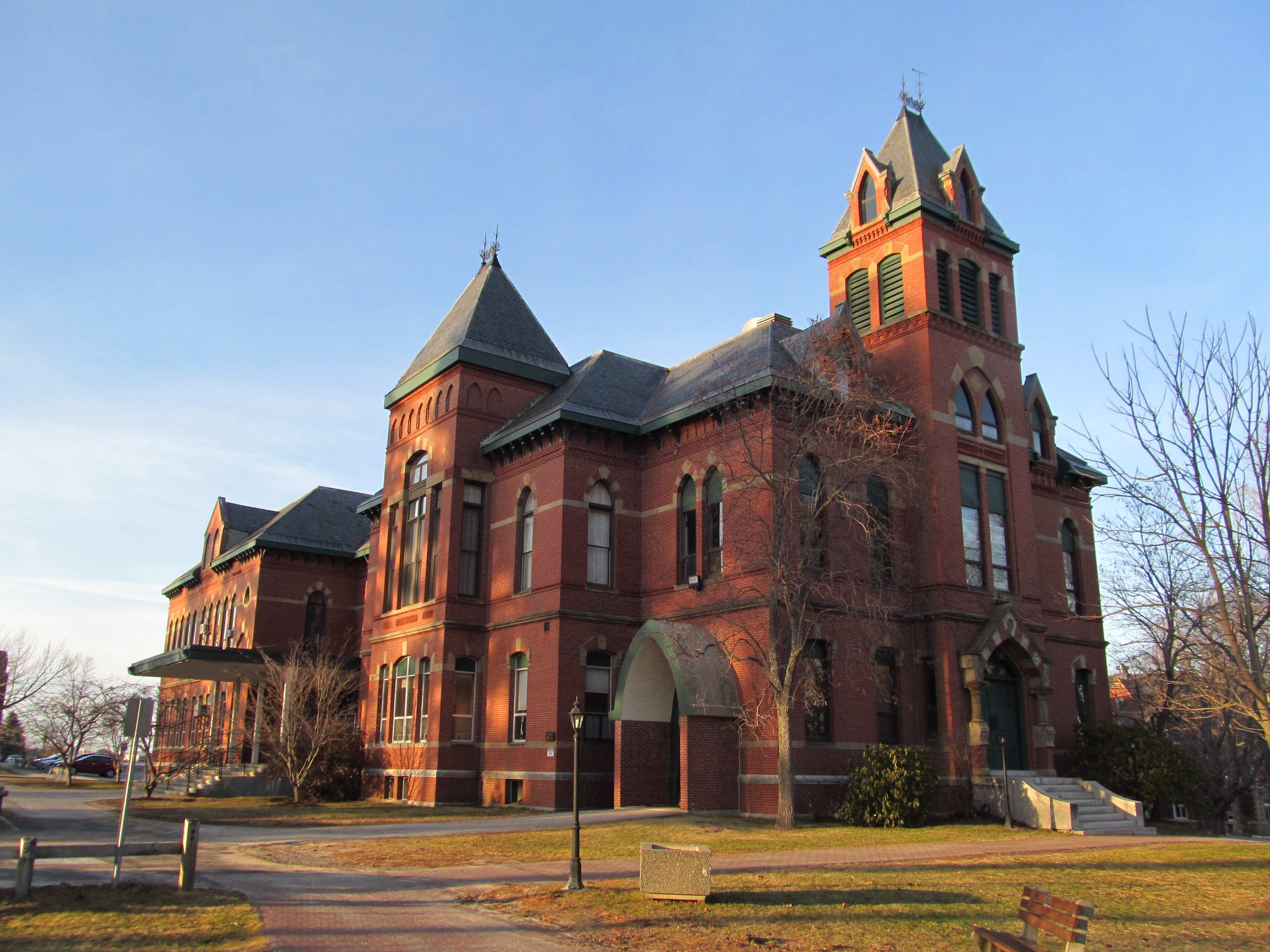
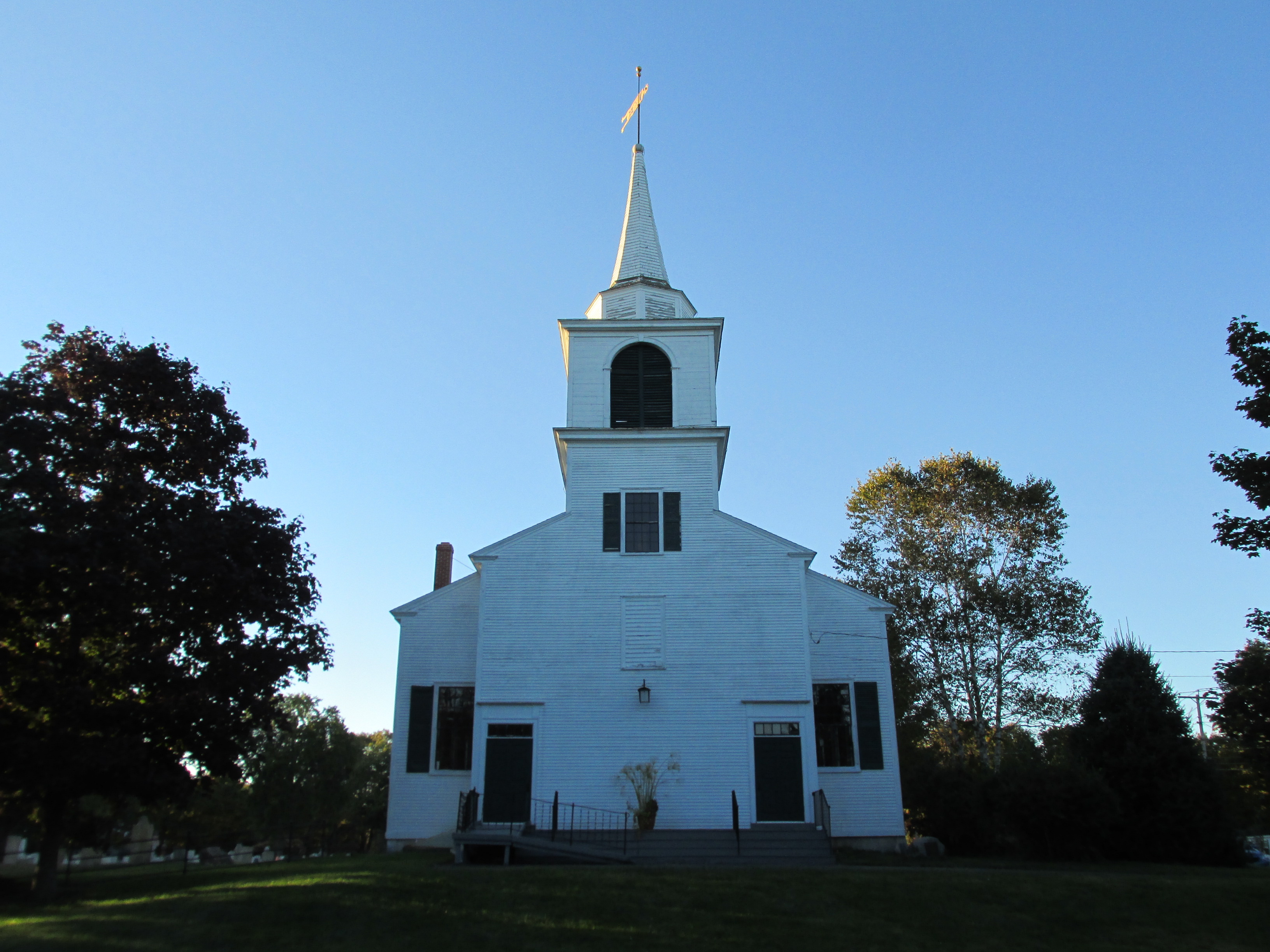
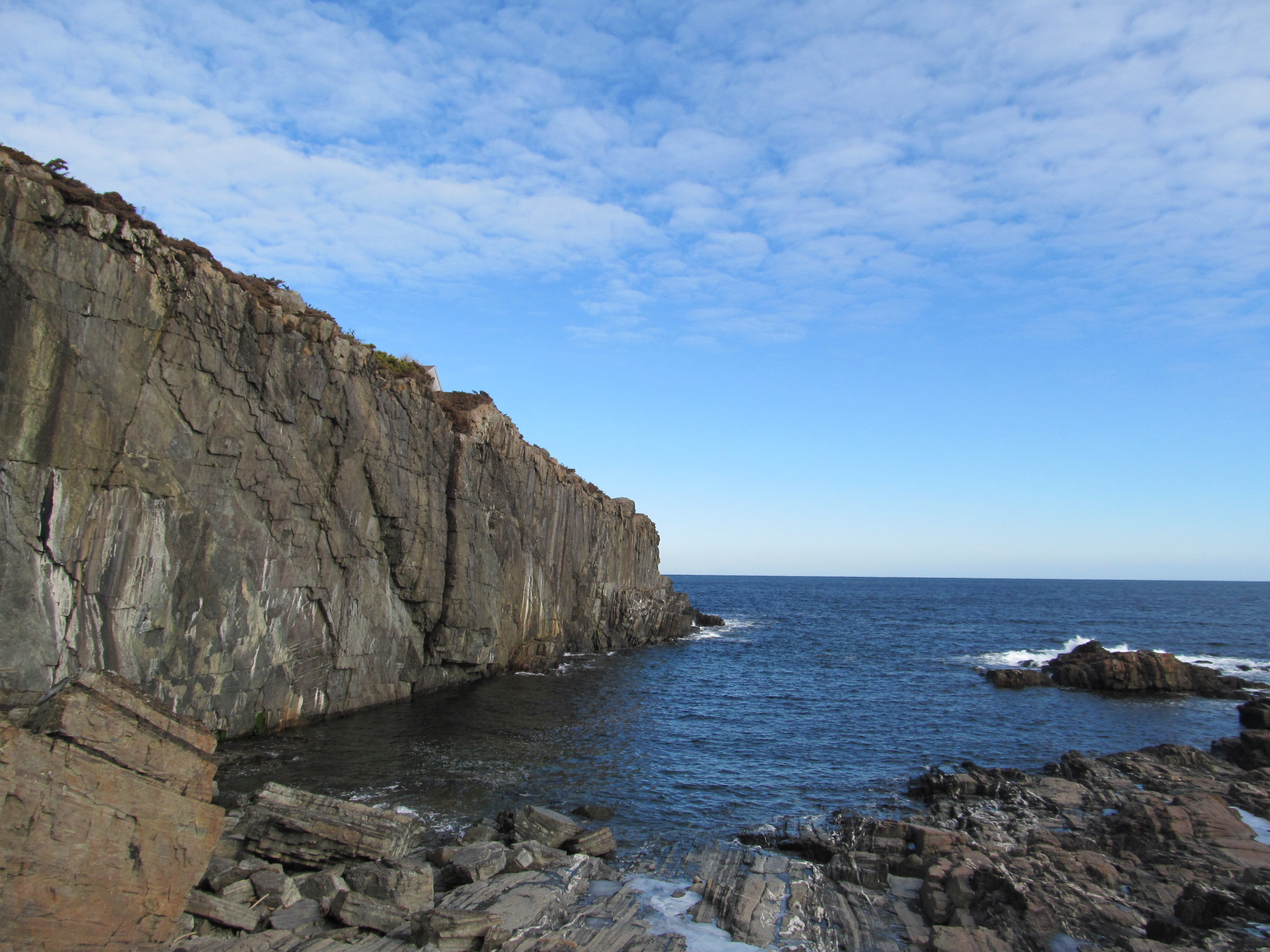